# Lena Schöneborn
Lena Schöneborn (n. 11 aprilie 1986, Troisdorf, Republica Federală Germania, Germania) este o sportivă germană, medaliată olimpică. A participat la 2 ediții ale Jocurilor Olimpice (2008, 2012) în care a câștigat o medalie de aur.